# Nelson Stepanjan

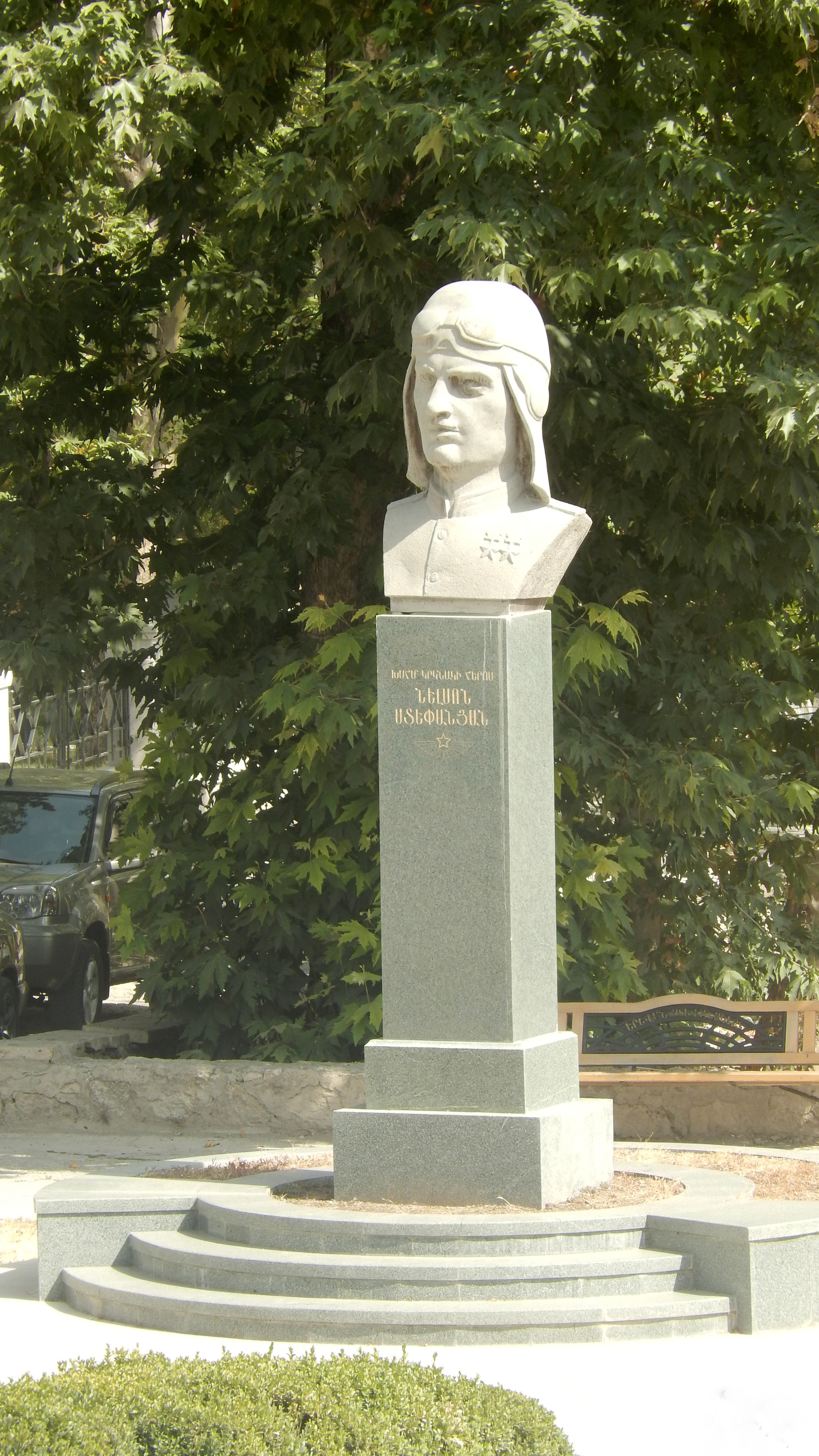

Nelson Stepanjan, född 1913, död 1944, var en sovjetisk pilot av armenisk börd och som slogs för Sovjetunionen under andra världskriget. Han belönades med hederstiteln Sovjetunionens hjälte, den finaste militära utmärkelsen i det forna Sovjetunionen, vid två tillfällen.
Det fanns tre statyer över honom: en i Jerevan, en i Liepāja och en i hans hemstad Şuşa, de två sista har dock förstörts. 